# 아르투르 프리덴라이히
아르투르 프리덴라이히(포르투갈어: Arthur Friedenreich, 1892년 7월 18일 ~ 1969년 9월 6일)는 브라질의 전 축구 공격수였다. 호랑이라는 의미의 엘 티제르(El Tiger)라는 별명을 얻었다.
브라질 축구 국가대표팀 사상 첫 흑인, 혼혈 선수였다. 1919년 남미 축구 선수권 대회 챔피언 결정전에서 우루과이를 상대로 연장후반 종료 직전 결승골을 넣어 브라질에 첫 우승을 안긴 뒤 우루과이에서 부르기 시작한 별명이다. 통산 1329골을 넣어 축구 역사상 가장 많은 골을 넣은 선수로 알려져 있다. 이 기록은 아마추어 시절의 기록을 포함한 것이며 당시의 통계 시스템상 신뢰할 수 있는 정확한 기록이라고 할 수는 없다.

## 주요 경력

#### 클럽
- 캄페오나투 파울리스타 : 1918, 1919, 1921, 1926, 1927, 1929, 1931

#### 브라질
- 남미 축구 선수권 대회 : 1919, 1922

#### 개인
- 남미 축구 선수권 대회 MVP : 1919
- 남미 축구 선수권 대회 득점왕 : 1919
- IFFHS 선정 20세기 브라질 선수 5위
- IFFHS 선정 20세기 남아메리카 선수 13위

## 같이 보기
- 독일계 브라질인